# Authoison
Authoison é uma comuna francesa na região administrativa de Borgonha-Franco-Condado, no departamento de Alto Sona. Estende-se por uma área de 16,02 km². Em 2010 a comuna tinha 326 habitantes (densidade: 20,3 hab./km²).